# Loi de Murray
 (février 2025).

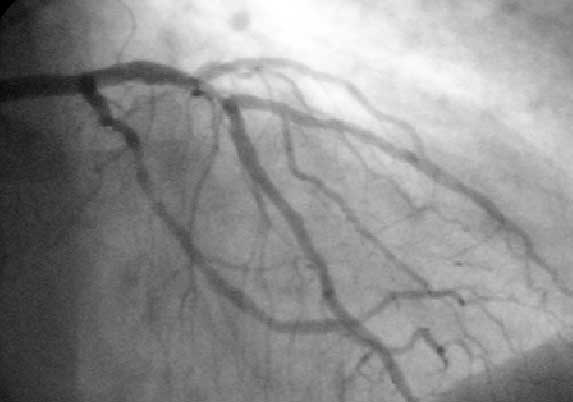
Un système vasculaire, tel que celui des artères coronaires visualisées ici par coronarographie, est en général constitué d'un réseau hiérarchique de vaisseaux de plus en plus nombreux et de plus en plus petits. La loi de Murray porte sur la relation qui existe entre le nombre de ces vaisseaux, leur rayon, et le débit de fluide qui les parcourt.

La Loi de Murray est une loi portant sur la circulation des fluides dans les organismes vivants. La loi est nommée d'après le physiologiste américain Cecil D. Murray (1897-1935) qui la proposa en 1926,. Dans sa version la plus simple, elle énonce que pour un fluide circulant dans un vaisseau cylindrique de rayon {\displaystyle R}, la dépense énergétique est minimale si le débit est proportionnel à {\displaystyle R^{3}}. Il résulte de ce même principe d'optimisation que si ce vaisseau se scinde en deux vaisseaux cylindriques de rayons {\displaystyle R_{1}} et {\displaystyle R_{2}}, alors les rayons sont liés par la relation:
{\displaystyle R^{3}=R_{1}^{3}+R_{2}^{3}}
Cette loi est une conséquence de l'écoulement de Poiseuille, et en minimisant la dépense énergétique correspondant à la somme des travaux des forces de frictions dues à la viscosité et au travail métabolique nécessaire au maintien du volume total de liquide. 
La prise en compte de paramètres supplémentaires ou d'hypothèses différentes de celles de Murray conduit à la conclusion que le débit optimal est proportionnel à {\displaystyle R^{\alpha }} où {\displaystyle \alpha } est différent de 3. C'est le cas par exemple quand l'écoulement dans les vaisseaux est turbulent et ne suit plus la loi de Poiseuille - la valeur théorique de l'exposant {\displaystyle \alpha } est alors 7/3 - ou quand le problème est étendu aux fluides non newtoniens. Inversement, dans le cas d'un fluide parfait, le débit est simplement proportionnel à la section droite du vaisseau ce qui correspond à {\displaystyle \alpha =2}.

## Les travaux de Murray

### Relation entre débit et rayon des artères
Le raisonnement de Murray se présente comme un problème de minimisation de la dépense énergétique (ou travail) nécessaire au maintien de la circulation sanguine. Il considère pour cela deux sources de dépenses énergétiques. 
La première dépense énergétique correspond au travail nécessaire pour compenser le travail résistant des forces de viscosité. Pour estimer ce travail, il suppose que l'écoulement suit la loi de Poiseuille. Pour un tube de rayon {\displaystyle R} et de longueur {\displaystyle L}, ce travail est donné par 
{\displaystyle {\frac {Q^{2}L8\eta }{\pi R^{4}}}}
où {\displaystyle Q} est le débit (volumique) de sang dans le tube {\displaystyle \eta } est la viscosité du sang. 
La seconde dépense énergétique correspond à l'énergie de tous les mécanismes métaboliques nécessaires pour maintenir la quantité totale de sang présent dans le tube. Elle est donc proportionnelle au volume de sang et peut s'écrire
{\displaystyle b\pi R^{2}L}
où {\displaystyle b} est une constante. 
Il apparaît que ces deux contributions varient différemment avec le rayon du vaisseau sanguin. A débit constant, un vaisseau plus petit augmentera la perte d'énergie due à la viscosité mais coûtera moins en volume de sang, et inversement. Il doit donc exister une valeur optimale qui minimise la somme de ces deux énergies. Murray l'obtient en écrivant que la dérivée de l'énergie totale par rapport au rayon doit s'annuler : 
{\displaystyle {\frac {\mathrm {d} E_{\mathrm {totale} }}{\mathrm {d} R}}=-4{\frac {Q^{2}L8\eta }{\pi R^{5}}}+2b\pi RL=0}
d'où il vient la relation qui doit être satisfaite entre le débit {\displaystyle Q} et le rayon {\displaystyle R} :
{\displaystyle Q^{2}={\frac {b\pi ^{2}}{16\eta }}R^{6}\Longrightarrow Q\propto R^{3}}

## Extension et généralisations
Les démonstrations de Murray reposent sur plusieurs hypothèses simplificatrices dont certaines sont discutables et discutées par Murray lui-même, puis dans la littérature à mesure que des efforts sont faits pour construire des modèles plus réalistes. Parmi les points de discussion :  
- La loi de Murray suppose que l'écoulement est laminaire et suit la loi de Poiseuille. Or on sait que pour les plus grosses artères, à proximité de l'aorte, l'écoulement du sang est turbulent.
- La viscosité est considérée comme constante. On peut s'attendre à ce que cette hypothèse ne soit pas valable dans les plus petits capillaires dont le rayon approche celui des hématies.
- L'écoulement est supposé en régime permanent. Autrement dit, les variations de vitesses et de pressions dues aux battements du cœur sont ignorées.
- La géométrie précise de l'embranchement et son influence sur l'écoulement est ignorée également.

## Tests de la loi de Murray
Dans ses travaux, Murray présente quelques données sur les vaisseaux sanguins qui confortent ses idées d'une manière assez approximative et plus qualitative que véritablement quantitative. Ses travaux resteront ensuite largement ignorés pendant une cinquantaine d'années avant d'être l'objet d'une attention renouvelée et de tests plus approfondis et systématiques à partir des années 1960 dans les systèmes vasculaires des plantes et des animaux - humain compris. Dans un article de revue sur le sujet en 1981, il est conclu que la loi de Murray est bien respectée pour les veines et les artères, mais pas dans plusieurs systèmes où les hypothèses de Murray ne sont pas valides. 
Tester la loi du Murray peut se faire par plusieurs méthodes :
- en mesurant la relation entre le nombres de vaisseaux, leur rang dans l'arborescence et leur rayon ;
- en vérifiant directement la relation {\displaystyle Q\propto R^{3}} ;
- en mesurant les angles de bifurcation aux embranchements.

Chez les plantes, il a été montré que le xylème obéit à la loi de Murray dans la limite où celui-ci ne contribue pas significativement
au support structural de la plante, c'est-à-dire qu'il a pour seule fonction de transporter la sève.
Une méta-analyse publiée en 2024 portant sur la relation flux-diamètre des artères coronaires chez l'humain et d'autres mammifères a conclu que l'exposant était plus proche de la valeur théorique de 7/3 (2,33).

## Critique duprincipe physiologique de travail minimum
L'esprit général des travaux de Murray s'inscrit dans l'histoire d'une physiologie qui fait régulièrement appel à des principes d'optimisation pour rationaliser la constitution des systèmes biologiques. Dans ses premiers articles, Murray fait très explicitement référence à un principe physiologique de travail minimum au cours de ses raisonnements. Ce principe fut vivement critiqué par le physicien Paul Bauer pour la raison que le système sanguin est un système ouvert d'un point de vie énergétique et que pour cette raison aucun principe de moindre action ne peut lui être appliqué. Dans une réponse publiée en 1931, Murray clarifie le sens de son principe de travail minimum en le décrivant comme un simple guide de dévelopement mathématique confirmé par les observations empiriques sur les systèmes vasculaires, mais sans lien de parenté direct avec les principes physiques de moindre action - qu'il n'invoque d'ailleurs pas dans ses articles.

#### Articles de Murray
- (en) Cecil D Murray, « The Physiological Principle of Minimum Work: I. The Vascular System and the Cost of Blood Volume », Proceedings of the National Academy of Sciences of the United States of America, vol. 12,‎ 1926, p. 207–214 (DOI 10.1073/pnas.12.3.207)
- (en) Cecil D Murray, « The Physiological Principle of Minimum Work: II. Oxygen Exchange in Capillaries », Proceedings of the National Academy of Sciences of the United States of America, vol. 12,‎ 1926, p. 299–304 (DOI 10.1073/pnas.12.5.299)
- (en) Cecil D Murray, « The physiological principle of minimum work applied to the angle of branching arteries », The Journal of General Physiology, vol. 9,‎ 1926, p. 835-841 (DOI 10.1085/jgp.9.6.835)
- (en) Cecil D Murray, « The physiological principle of minimum work – A reply », The Journal of General Physiology, vol. 14,‎ 1931, p. 445 (DOI 10.1085/jgp.14.4.445)

#### Articles de revue
- (en) Thomas F. Sherman, « On Connecting Large Vessels to Small, The Meaning of Murray's Law », J. Gen. Physiol, vol. 78,‎ 1981, p. 431-452 (DOI 10.1085/jgp.78.4.431, lire en ligne)
- (en) M. LaBarbera, « Principles of design of fluid transport systems in zoology », Science, vol. 249,‎ 1990, p. 992–1000 (DOI 10.1126/science.2396104)